# New York Fashion Week

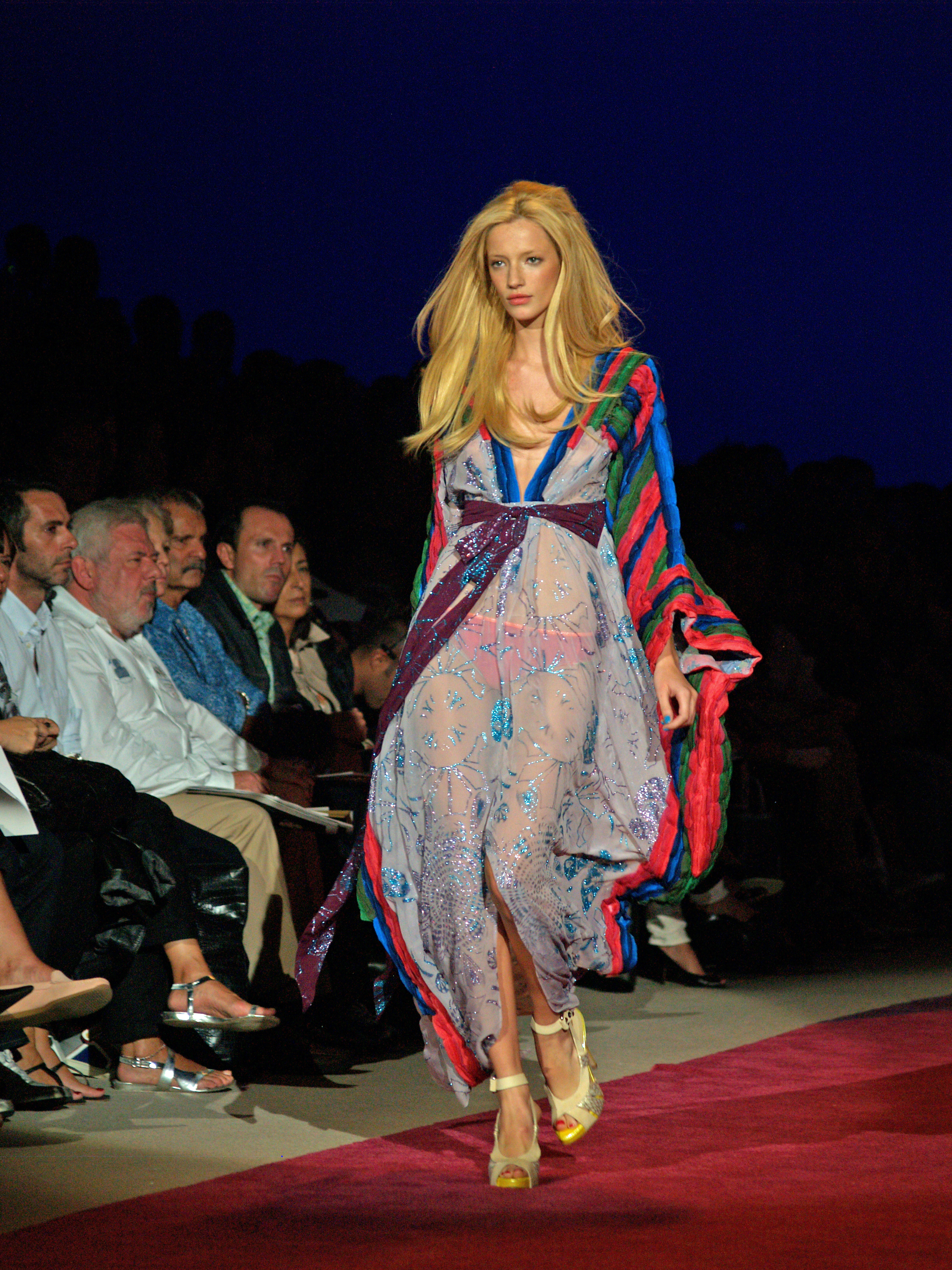
Custo Barcelona Modenschau während der New York Fashion Week (2009)

Die New York Fashion Week ist eine viermal jährlich in New York City stattfindende Modewoche für Damen- und Herrenmode. Sie ist eine der wichtigsten und meistbeachteten Veranstaltungen dieser Art weltweit und wird neben London, Paris und Mailand zu den vier bedeutendsten Modewochen der Welt gezählt, den Big Four.

## Hintergrund und Geschichte

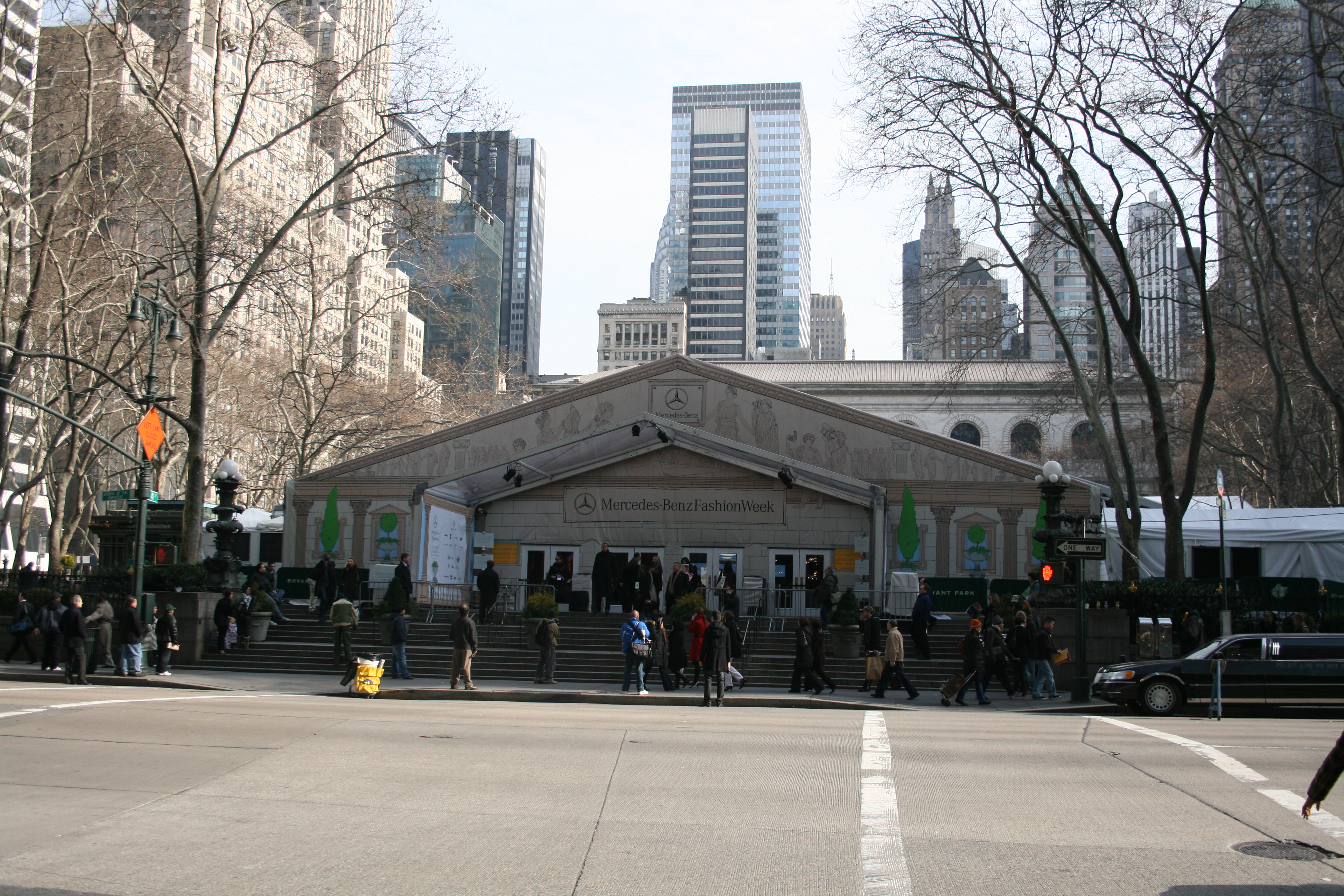
Eingang zu den NYFW-Zelten im Bryant Park im Februar 2008 …

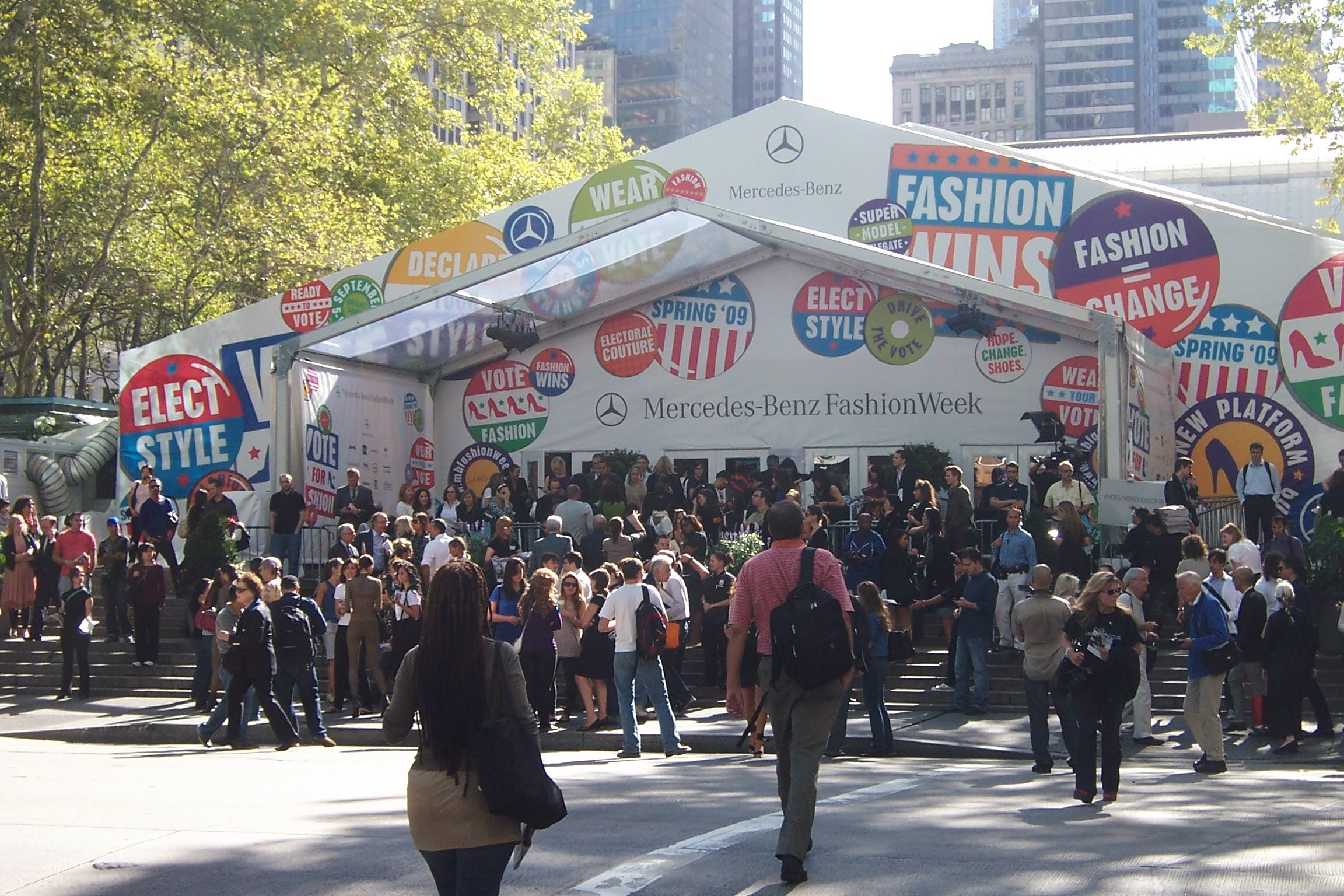
… und im September 2008

Die erste Modewoche in New York City wurde 1943 von der Modejournalistin Eleanor Lambert, die 1941 die Modevereinigung New York Dress Institute ins Leben gerufen hatte, für die Presse organisiert und nannte sich lediglich Press Week. Während des Zweiten Weltkriegs sollte damit eine Alternative zu den vorherrschenden Pariser Modeschöpfern und gleichzeitig amerikanischen Designern ein Forum im eigenen Land geboten werden. Dies war die erste zentral organisierte Modewoche der Welt; Paris folgte 1945 mit einem ähnlichen Konzept. Ab Mitte der 1950er Jahre nannte sich die Veranstaltung Press Week of New York. Lambert gründete 1962 den Council of Fashion Designers of America (CFDA). 
Für fast 30 Jahre war die Modewoche in New York, wenngleich unter einer zentralen Dachorganisation, nicht mehr als eine Reihe von Modenschauen, die für Pressevertreter und Brancheninsider von den jeweiligen Designern an unterschiedlichen Standorten in New York gezeigt wurde. Erst 1993 beschloss die damalige Präsidentin des CFDA, Fern Mallis, eine zentrale Organisation der Modenschauen an einem Standort. Dazu wurden große, temporäre Zelte im Bryant Park errichtet, in denen die Designer ihre Modelle auf Laufstegen vorführen konnten. Die Veranstaltung bekam den Titel 7th on 6th. Bryant Park liegt an der Sixth Avenue in New York. Die Seventh Avenue ist für ihren Teilabschnitt durch den Garment District, wo sie auch Fashion Avenue heißt, als New Yorker Modezentrum bekannt. 
1994 wurde der Name New York Fashion Week offiziell etabliert. Traditionell wurden bei der New Yorker Modewoche sowohl Damen- als auch Herrenmode in der gleichen Woche, bisweilen in ein und derselben Modenschau, vorgeführt. Von 1996 bis 1998 fanden allerdings separate Herrenmodewochen im Februar und Juli statt. Bereits in den 1990er Jahren wichen einige Designer von dem Standort Bryant Park ab und ließen ihre Schauen im Rahmen der NYFW an selbstgewählten Standorten in New York stattfinden.
Ab 1994 engagierte sich General Motors als Sponsor für die Schauen und wurde 1998 für drei Jahre zum Hauptsponsor auserkoren, daher änderte sich der Name in General Motors Fashion Week New York. Bis zu diesem Jahr wurden die New Yorker Schauen in jeder Saison zeitlich stets nach den Vorführungen der London Fashion Week, der Mailänder Modewoche und der Paris Fashion Week.  präsentiert. Helmut Lang, damals erst kürzlich nach Amerika übergesiedelt, entschied sich Mitte Juli 1998, seine Frühjahr-Sommer 1999 Damenmodenschau am 17. September sechs Wochen vor der offiziellen New York Fashion Week Anfang November zu zeigen. Designer-Kollegen wie Calvin Klein und Donna Karan zogen mit, und nachdem als Folge in New York im Herbst 1998 und Frühjahr 1999 zeitlich zweigeteilte Fashion Weeks stattfanden, wurde bis Herbst 1999 die komplette New Yorker Modewoche um sechs Wochen vorverlegt, sodass sie seither stets als erste unter den Big Four die jeweilige Saison einläutet.
2001 verkaufte der CFDA das Konzept an die International Management Group, die damit die Organisation der Großveranstaltung übernahm. Für den Schauenkalender und die teilnehmenden Designer zeichnet bis heute der CFDA verantwortlich, wenngleich einige Dutzend Schauen direkt von IMG organisiert werden. Viele Designer (mit Stand 2015 zwei Drittel der Teilnehmer) schließen sich der Fashion Week jedoch unabhängig an und gestalten ihre eigenen Laufstegshows an individuellen Schauplätzen. Als Hauptsponsor wurde 2001 mit einem Drei-Jahres-Vertrag Mercedes-Benz ausgewählt, daher hieß die Modewoche fortan Mercedes-Benz Fashion Week New York. 2004 wurde Olympus zum Hauptsponsor der NYFW ernannt und die Veranstaltung für die folgenden drei Jahre in Olympus Fashion Week umbenannt. 2007 übernahm Mercedes-Benz diese Rolle erneut, zog sich aber im Januar 2015 als Sponsor zurück, und es wurde in der Folge kein neuer Hauptsponsor benannt.
2010 hatte aus Platzgründen ein Umzug vom Bryant Park ins Lincoln Center stattgefunden. 2013 wurde IMG von William Morris Endeavour gekauft, die damit als IMG/WME die Organisation der NYFW übernahmen. 2015 wurde ein neuer Umzug nötig, nachdem der Oberste Gerichtshof von New York (Supreme Court of the State of New York) entschieden hatte, dass der zum Lincoln Center gehörende Damrosch Park als öffentlicher Park von den Veranstaltern nicht länger genutzt werden dürfe. Seither gab es zwei offizielle Standorte der NYFW: Moynihan Station in Midtown Manhattan und Clarkson Square in SoHo. Beide Gebäude wurden von der Skylight Group gemietet, die sich auf Locations für Modenschauen spezialisiert hat. Heute findet die NYFW in verschiedenen wechselnden Locations statt. 
Die New York Fashion Week fand bis Juli 2015 zweimal jährlich jeweils im Februar (Herbst-/Wintermode der Folgesaison) und September (Frühling-/Sommermode der Folgesaison) statt. Im Februar 2015 kündigte der CFDA für Juli des gleichen Jahres und für Januar 2016 erstmals eine separate New York Fashion Week: Men’s für Herrenmode an. Seither findet die New York Fashion Week viermal im Jahr statt: zweimal für Damen (Februar und September) und zweimal für Herren (Januar/Februar und Juli), jeweils für Herbst/Winter sowie Frühling/Sommer Mode. Während der zentral organisierten Modewoche in New York setzen die Modedesigner neue Trends für die entsprechende Saison. Zahlreiche Designer präsentieren ihre Kollektionen hierbei zeitlich dicht hintereinander der internationalen Presse sowie geladenem Publikum, wie etwa wichtigen Einkäufern oder Stars und berühmten Persönlichkeiten.
Neben den über 60 Hauptshows der wichtigsten Designer (u. a. Ralph Lauren, Marc Jacobs, Donna Karan, Tommy Hilfiger, Michael Kors, Diane von Fürstenberg, Carolina Herrera, Narciso Rodriguez, Betsey Johnson, Vera Wang, Max Azria, Alexander Wang, Tory Burch, The Row oder Anna Sui) findet auch eine Vielzahl weiterer, kleinerer Veranstaltungen in Galerien und Eventlocations in Manhattan für die ca. 100.000 Besucher statt. Calvin Klein präsentiert die Damenmode in New York und die Herrenmode in Mailand. Genauso macht es Thom Browne. Tom Ford zeigt seine Damenmode erst seit 2016 in New York, zuvor war er in London präsent. Auch nicht-amerikanische Modeschöpfer nehmen an der NYFW teil, wie etwa Hugo Boss (Damenmode), Akris, Lacoste, Diesel (Black Gold), Desigual, Marcel Ostertag, Y-3 (2006–2014, seither Paris) oder in den 1990ern auch Helmut Lang, Wolfgang Joop oder Strenesse.